# Одрин Ярослав Леонідович

Ярослав Одрин – український композитор, журналіст, поет. Автор музики до понад 150 кінофільмів і телепередач, лауреат  міжнародних і регіональних премій та конкурсів, нагороджений державною медаллю «За працю і звитягу». Член Національної спілки кінематографістів України. Статті про нього є в енциклопедіях «Музика в кінематографі України», «Українська музична енциклопедія», «Енциклопедія сучасної України».

## Біографія
Народився 8 грудня 1981 року в м. Фастів (Київська область).
Мати – Таїса Одрина, відома українська письменниця, журналіст.
Батько – Леонід Кльоц, журналіст, політичний в’язень, репресований за статтею №171 кримінального кодексу СРСР «Наклепи на радянську дійсність». Помер у в’язниці, посмертно реабілітований.
Ярослав закінчив музичну школу по класу скрипки (пед. Н. Костюк) та по класу фортепіано (пед. Л. Гречина).
Здійснив поїздку до США, де дав серію сольних концертів у Нью-Йорку, Вашингтоні, Сент-Луїсі, Ірвінгтоні та інших містах Америки. Там навчався у відомої піаністки Дарії Каранович-Гординської (президента Українського інституту музики в Америці).
З 1996 року навчався композиції у В. Подвала. 
У 1998 році вступив до Київського музичного училища ім. Р. Глієра на факультет «Теорія музики».
У 2002 році вступив одразу на другий курс Національної музичної академії  ім. Чайковського на композиторський факультет (клас І. Алексійчук). Як відмінник навчання отримував стипендію Кабінету Міністрів України та стипендію Голови КМДА. 
У 2006 році закінчив Академію з відзнакою, захистивши ступінь магістра.
Ще до закінчення консерваторії був запрошений на роботу композитором у Національну телекомпанію України – Творче об’єднання художніх і документальних фільмів. 
З 2014 і дотепер працює в компанії GSC Game World де створив музику до відеоігр «Козаки 3» та «S.T.A.L.K.E.R. 2: Heart of Chornobyl».

## Музична творчість
Писати ноти Ярослав навчився раніше ніж букви, у шість років до музичної школи приніс кілька власних фортепіанних п’єс. 
Свою першу медаль отримав у 1991 році, коли переміг як композитор в обласному конкурсі дитячої творчості. Тоді ж йому було присуджено стипендію Дитячого Фонду України.
Відтоді перемагав як композитор і в інших конкурсах та фестивалях, його музика стала часто звучати на радіо й телебаченні. Творчості Ярослава були присвячені окремі радіоефіри та телепередачі: «Марафон-15», «Для маленької компанії» (УТ-1, автор Г. Цимбал), «Родина» (ведуча М Гончарова), «Антракт» (В. Мотінова), «Веста» (Ю. Арестов), сюжет у фільмі «Київське намисто» (реж. О. Кульчицький), та інші.
У кінці 1997 року Кабінет міністрів України провів Акцію підтримки обдарованої молоді, де відзначив десять талановитих підлітків України. Ярослав Одрин був відібраний у номінації «Композитор». Йому було вручено нагороду прем’єр-міністром України В. Пустовойтенком.
У 1998 році Національна Рада з питань телебачення підбила підсумки дворічного телевізійного фестивалю-конкурсу, Ярослав переміг як герой фільму – композитор  (у програмі «Хочу стати зіркою», реж. Є. Михайлов, УТ-1).
Свій перший великий твір Я. Одрин присвятив матері – фортепіанний квінтет у 3-х частинах. В ньому композитор цитує фрагмент української народної пісні «Ой, чий то кінь стоїть». За спогадами Ярослава, мамин спів народних пісень, як колискових – це його перші музичні враження. 
Протягом студентських років мав численні авторські концерти. Його творчість ставала темою наукових статей та доповідей на музикознавчих конференціях.
Твори Ярослава Одрина виконувались на міжнародних фестивалях «Прем’єри сезону», «Київ-музик-фест», «Music Marine Fest», Форум «Музика молодих» та інших.

## Робота в кіно
У сфері кіно працює з 1996 року. Першою роботою була музика для короткометражного художнього фільму «Диво». Характерною особливістю цього фільму є повна відсутність тексту в кадрі, лише відеоряд та музика. Пізніше композитор повертається до такого особливого жанру, створивши музику до кінофільму «Зерно», який був представлений на 69-му Канському кінофестивалі. 
У період роботи Ярослава Одрина на НТКУ ним була написана музика до більш ніж 150 художніх та документальних фільмів і телепередач. Серед яких «Загублені світи Острозьких» (диплом телевізійного фестивалю «Відкрий Україну» 2008 р. у номінації «найкраща музика»), «Чорнобильці» (Нагорода 9-го Євразійського телефоруму), «Зона очищення» (Нагорода ГО «Союз-Чорнобиль»), «Історія одного відкриття» (Премія імені Івана Франка) та інші. 
Тоді ж зустрів свою дружину – режисера Аліну Одрину. Їхня перша ж спільна робота – фільм «Олександр Довженко. Між кесарем та Богом» отримав диплом за перемогу у номінації «навчально-пізнавальна, культурологічна, соціальна передача» Національної телевізійної премії «Телетріумф».

## Поезія
Як поет проявив себе рано,  в 1994 р. отримав  відзнаку українсько-американського видавництва «Смолоскип». «Це, мабуть, наймолодший поет України», сказав Осип Зінкевич вручаючи нагороду на вечорі в Будинку вчителя.
Перемагав у поетичних конкурсах, зокрема у міжнародному на "Фестивалі телебачення і преси  «Золота осінь Славутича» 1997 р. 
Вірші Ярослава друкувались в українських і зарубіжних газетах та журналах – «Новий шлях» (Торонто, Канада), «Український голос» (Вінніпег, Канада), «Свобода» (США), журнал «Віра Faith» (США) та інших, а також у колективних збірниках поезії – «Вітрила», «Унава, Унава - козацькая слава» та інших.

## Журналістика
Як журналіст здобув перше місце й диплом у Всеукраїнському конкурсі «Пам'ять-33», який оголосили видавництво «Веселка» та українське радіо у 1994 році. 
Пізніше, активно працював як музичний оглядач, друкуючи статті в журналі «Музика», газетах «Голос України», «Демократична Україна», «Вечірній Київ», «Молодь України», «День» та інших. 
За серію музикознавчих робіт на тему пісенного конкурсу «Євробачення» посів третє місце у міжнародному змаганні журналістів «Золота папороть».

## Основні твори
| «Пасакалія»                     | Для фортепіано та симфонічного оркестру | 2006 |
| «Концертино»                    | Для Віолончелі та камерного оркестру    | 2005 |
| «Session»                       | Концерт для духового оркестру           | 2004 |
| «Весняний концерт»              | Для фортепіано, струнних та ударних     | 2003 |
| «Кантата на вірші В. Матвієнка» | для солістів та камерного оркестру      | 2001 |

| «Таїнство хвилі»                                  | Для ансамблю солістів                             | 2007 |
| «Intro»                                           | Для ансамблю солістів                             | 2006 |
| «Варіації без теми»                               | Для ансамблю солістів                             | 2005 |
| «Колискова»                                       | Для скрипки соло                                  | 2004 |
| Фортепіанний квартет                              | Фортепіанний квартет                              | 2004 |
| Соната для скрипки та фортепіано у трьох частинах | Соната для скрипки та фортепіано у трьох частинах | 2003 |
| «Інтермеццо та скерцо»                            | Для віолончелі та фортепіано                      | 2002 |
| «Кітч-соната»                                     | Для віолончелі та фортепіано                      | 2002 |
| «Пиво»                                            | Для 2-х віолончелей, контрабаса та фортепіано     | 2001 |
| «Дзеркала»                                        | Для п’яти саксофонів                              | 2000 |
| Струнний квартет                                  | Струнний квартет                                  | 1999 |
| «Марш»                                            | Маленька поема для фортепіанного квінтету         | 1999 |
| Фортепіанний квінтет у трьох частинах             | Фортепіанний квінтет у трьох частинах             | 1998 |

| «Пасакалія»                                                     | 2005 |
| Варіації на тему В. Подвала                                     | 2003 |
| Варіації на власну тему                                         | 2002 |
| Прелюдії та фуги: g-moll, H-dur, D-dur.                         | 2002 |
| Прелюдії: а moll, Fis-dur, es-moll, cis-moll, As-dur, Bes-moll. | 2002 |
| Партита у п’яти частинах                                        | 2001 |

| Богородице Діво                         | Для сопрано та мішаного хору            | 2006 |
| «Кант»                                  | Для мішаного хору                       | 2003 |
| «Гімн життю»                            | Для мішаного хору                       | 2002 |
| «Царю Небесний»                         | Для жіночого хору                       | 2002 |
| «Живий в помощі Вишнього»               | Концерт для мішаного хору               | 2001 |
| Романси на слова М. Губко та Ю. Головач | Романси на слова М. Губко та Ю. Головач | 2001 |